# Григорій Самойлович
Григо́рій Самойло́вич (? — 11 листопада 1687, Севськ) — український політичний діяч, син Гетьмана Івана Самойловича, полковник Чернігівського полку Війська Запорозького Городового. Убитий московитами.

## Життєпис
Григорій був середнім сином в родині майбутнього гетьмана України Івана Самойловича, мати — Марія Голуб.
Батько дбав про кар'єру і добробут своїх синів, що служили в козацькому війську. Григорій отримав посаду Чернігівського полковника в 1685, а також значні маєтки — містечко Любеч і близько півсотні сіл і хуторів на Лівобережжі. Сини гетьмана вели господарство і мали з цього значні прибутки. Царський уряд не заважав роздачі гетьманом посад і маєтків своїм синам, хоча козацька старшина була невдоволена такими діями гетьмана.
У січні 1686 Іван Самойлович відправив генерального осавула Івана Мазепу і свого сина Григорія до московського царя і князя Голіцина. Метою послів було переконати московитів у недоцільності укладення мирного договору з Річчю Посполитою. Однак гетьманські посли не змогли зупинити процес встановлення співпраці між Московським царством і Річчю Посполитою.
26 квітня 1686 року в Москві було підписано злочинний так званий «Вічний мир», статті якого були складені на основі Андрусівського перемир'я (1667).
Андрусівський договір, порушивши умови Переяславської Ради (1654) та інших договорів з гетьманами Богданом Хмельницьким, Юрієм Хмельницьким та Іваном Брюховецьким, закріпив насильницький поділ української етнічної території на дві частини — Правобережну Україну і Лівобережну Україну.
Отже так званий Вічний мир остаточно затвердив умови тимчасового Андрусівського договору.
Григорій Самойлович деякий час жив у Москві. Під час походу 1687 командував окремим загоном з 4 козацьких і 4 мисливських полків.
У травні 1687 московські війська на чолі з князем Василем Голіциним зібралися під Полтавою. На річці Самарі військо Голіцина з'єдналося з військом гетьмана Івана Самойловича.
В середині червня 1687 в 100 верстах від Перекопу кримські татари підпалили степ.
15 червня 1687 через неможливість забезпечити військо водою і продовольством Голіцин відступив. Військо на чолі з Леонтієм Неплюєвим і полковником Григорієм Самойловичем (15 000 солдатів і рейтарів, 15 000 козаків) попрямувало до Дніпра, до турецької фортеці Кизи-Кермень, де з'єдналося із загоном генерала Григорія Касагова.
14 серпня військо Голіцина було змушене повернутися до Полтави.
У ніч на 23 липня 1687 ставку батька Григорія, Івана Самойловича оточили московити. Після ранкової молитви в похідній церкві гетьмана зарештували і разом з його сином Яковом привезли до Голіцина, в ставці якого зібралися московські бояри, генерали і полковники. Іван Самойлович був звинувачений у зраді, а саме нібито в тому, що віддав наказ підпалити степ.
Голіцин оголосив про усунення Івана Самойловича від гетьманства і вибори нового гетьмана. Старшини передали князю гетьманські символи влади — бунчук і булаву.
Незабаром воєвода Леонтій Неплюєв заарештував у Кодацькій фортеці Григорія Самойловича і привіз до ставки Голіцина. При цьому Неплюєв відібрав у полковника майно, цінності та гроші і привласнив їх собі.
4 серпня 1687, після скинення батька, Івана Самойловича, московити взяли Григорія під варту, позбавили знаків гідності і відправили в Севськ.
Підставою для його звинувачення послужили листи гадяцького полковника Михайла Васильєва, в яких були написані різні непристойні слова, нібито сказані Григорієм Васильєву.
11 жовтня почався допит обох з тортурами, після закінчення якого 24 жовтня було постановлено:

Великие государи, цари и великие князи Иоанн Алексеевич, Петр Алексеевич, и великая государыня, благоверная царевна и великая княжна Софья Алексеевна, всея великия, и малыя и белыя России самодержцы, слушав сего розыску в комнате, с комнатными боярами, указали и бояре приговорили: Гришку Самойлова за его воровские, затейные и непристойные слова, о которых его воровских словах и о письме его руки, в котором он те непристойные и воровские, затейные свои слова говорил и написал, им, великим государям, известно и в розыске в том он, Гришка, винился, и то его Гришкино воровское вышеупомянутое письмо поднесено им, великим государям, того ж числа и оставлено в хоромах; тако ж за его измену, как он, будучи в Запорогах, хотел и умышлял им, великим государям, изменить, в чем на него писал в большой полк к ближнему боярину, и оберегателю и дворовому воеводе, ко князю Василию Васильевичу Голицыну, с товарищи из Запорогов товарищ его, окольничий и воевода, Леонтий Романович Неплюев, с товарищи, и что из Запорогов он Гришка, забунтовав, ушел с ратными людьми своевольством своим к Кодаку, без великих государей указу, и у того розыску в том он, Гришка, винился ж, а сказал, что наговаривал де его и приводил к той измене бывший прилуцкий полковник Лазарка Горленок, а он будто к тому воровству и к измене приставать не хотел, и потому по всему знатно, что и он, Гришка, мыслил о том с ним, Лазарком, обще, а если б его умыслу в том не было, и он бы из Запорогов прибежал сам, известясь о том, или б отписал в полки к ближнему боярину, и оберегателю и большого полку к дворовому воеводе, ко князю Василию Васильевичу с товарищи, или б сказал о том в Запорогах окольничему и воеводе Леонтию Романовичу с товарищи, — казнить смертью. А жене его дать свободу и жить ей в малороссийских городах, в которых пристойно, по гетманскому усмотрению, и дать ей на прожиток из его, Гришкиных, пожитков двести рублей денег, да из платья её камчатые, и атласные, и суконное теплое белье и лисьи и холодные платна, кроме золотных, и бархатных, собольих и холодных платен; а белое всякое платье, также и Гришкино платье, которое есть на нем ныне в Севске, отдать всей ей. […] Думной дьяк Емельян Украинцов.

Вирок був виконаний 11 листопада 1687 в Севську, причому для більших мук під час страти Григорію відрубали голову не відразу, а в три прийоми.
У Москві була отримана відписка Неплюєва, в якій він писав:

«…и по вашему, великих государей, указу Гришке Самойлову у казни его воровские, затейные и непристойные слова и измена сказана и казнен смертью, отсечена голова, ноября в 11 числе нынешнего 196 г. (1687), а у казни был солдатского строя полковник Тимофей Фандервидин».

Згодом московити вчинили жорстоку розправу над всією родиною Самойловичів: батька Григорія, Івана Самойловича заслали в Сибір (Тобольськ), а брата Якова з дружиною — в Єнісейськ (потім перевели в Тобольськ), мати Григорія відправили на постійне проживання в містечко Седнів на Чернігівщину до її молодшої доньки Анастасії.

## Родина
- Батько: гетьман Іван Самойлович, мати — Марія Голуб.
- Брати — Семен (? — 1685) і Яків.
- Сестри — Параска і Анастасія.
- Дружина — донька гетьмана Івана Брюховецького.